# 蜃気楼 (FIELD OF VIEWの曲)
『蜃気楼』（しんきろう）はthe FIELD OF VIEWの2枚目（FIELD OF VIEWから数えて19枚目）のシングル。

## 解説
- FIELD OF VIEWがthe FIELD OF VIEWに改名してから2枚目のシングル。
- バンド初の試みとなるラテン調の楽曲。
- 三作連続のノンタイアップ曲であった。
- オリコンチャートでは最高位52位（登場1週）。これはバンドがview名義だった時期を除くと最低記録である。
- 他のメンバーより後から加入した新津健二が、初めて単独でシングル表題曲の編曲をした。
- 2020年5月時点、カップリングはアルバム未収録。

## 収録曲
1. 蜃気楼
作詞:高森健太・Jane-F / 作曲:高森健太 / 編曲:新津健二
2. 愛しき人よ
作詞:小橋琢人 / 作曲:小田孝 / 編曲:池田大介・the FIELD OF VIEW
3. 蜃気楼(Acoustic Version)
4. 蜃気楼(Backing Track)

## 収録アルバム
- Memorial BEST 〜Gift of Melodies〜 (#1)